# Owenetta
Owenetta is een geslacht van uitgestorven owenettide procolophonide parareptielen. Er zijn fossielen van gevonden in de Beaufortgroep in het Karoobekken van Zuid-Afrika. Hoewel de meeste procolophoniden tijdens het Trias leefden, bestond Owenetta tijdens het Wuchiapingien en Changhsingien van het Laat-Perm evenals het Vroeg-Indien van het Vroeg-Trias. Het is het typegeslacht van de familie Owenettidae en kan worden onderscheiden van andere verwante taxa doordat het achterste deel van het supratemporale een laterale inkeping draagt en dat het foramen pineale wordt omgeven door een verlaagd oppervlak van het wandbeen op het schedeldak.

## Soorten
De typesoort is Owenetta rubidgei, benoemd door Robert Broom in 1939. De geslachtsnaam eert Robert Owen. De soortaanduiding eert Dr. S.H. Rubidge. Het is bekend van verschillende schedels, maar geen postcraniaal skelet. Het werd in 1939 beschreven aan de hand van een gedeeltelijke schedel door Rubidge gevonden in de Cistecephalus-assemblagezone uit het Laat-Perm van de Beaufortgroep. Het wordt aangeduid als Rubidge’s collection 50. Verschillende andere vindplaatsen, allemaal uit de bovenliggende Dicynodon Assemblage Zone, hebben de rest van de bekende exemplaren opgeleverd, de schedels BP 301, 1395, 1396, 3819 en 4195b. Specimen BP 1175 vertegenwoordigt twee schedels.
De naamgeving van de nieuwe soort Owenetta kitchingorum in 2002, gebaseerd op holotype BP/1/4195a, breidde het temporele bereik van Owenetta uit tot in het Vroeg-Trias, wat zou betekenen dat het geslacht de Perm-Trias-extinctie had overleefd. Deze nieuwe soort werd als verschillend beschouwd van de typesoort op basis van kenmerken die werden gevonden van drie bijna complete exemplaren die aanwezig waren in de Lystrosaurus-assemblagezone. Het eerste materiaal van Owenetta kitchingorum, gevonden in 1968, was een klein blok met twee skeletten die dicht bij elkaar stonden (hoewel destijds werd aangenomen dat ze van de typesoort waren). Deze skeletten leverden veel van de informatie die werd gebruikt om Owenetta kitchingorum te onderscheiden van de typesoort. Owenetta kitchingorum verschilde van Owenetta rubidgei doordat het kleine postparietalen aan de achterste rand van het schedeldak bezat en dat het bovenkaaksbeen niet meer dan twintig tanden bevatte, waarvan sommige caniniform waren. Het best bewaarde exemplaar lijkt een jongvolwassen individu te zijn op basis van kenmerken van de schedelbasis.
Een jaar nadat de nieuwe soort Owenetta werd benoemd, stelde een artikel voor om deze aan zijn eigen aparte geslacht toe te wijzen, hoewel er nog een nieuwe naam moet worden gegeven. Een recenter artikel ondersteunde deze polyfylie ook. Als dit het geval is, is Owenetta opnieuw in de tijd beperkt tot het Laat-Perm en stierf het hoogstwaarschijnlijk aan het einde van de periode uit als gevolg van de massa-extinctie.
Later dat jaar werd Colubrifer, in 1982 door Carroll benoemd op basis van een exemplaar (UCMP 42773) gevonden in de Lystrosaurus Assemblage Zone van het Vroeg-Trias en eerst als een hagedis met korte ledematen beschouwd, opnieuw beschreven. Op basis van een schedel die bijna identiek is aan de schedel die bekend is van Owenetta, lijkt het erop dat het dier vrijwel zeker een lid van Procolophonia was van dat geslacht. Het leek een jonger synoniem van Owenetta te zijn, maar vanwege het slechte behoud van het holotype werd het opnieuw toegewezen aan een Owenetta sp. wat echter ook impliceert dat er geen sterke empirische ondersteuning is voor de identiteit.

## Fylogenie
Toen Owenetta voor het eerst werd benoemd en beschreven, werd gedacht dat het en andere Procolophonia behoorden tot de Cotylosauria, een groep die bestond uit wat werd beschouwd als de meest basale van alle reptielen. Cotylosauria is sindsdien omgedoopt tot Captorhinida, waarvan nu wordt gedacht dat het een parafyletische groep is, anapsiden en verwanten van anapsiden. Owenetta en andere Procolophonia worden tegenwoordig beschouwd als deel van de onderklasse Parareptilia. Het is later binnen de familie Nyctiphruretidae geplaatst, maar wordt momenteel binnen een eigen familie Owenettidae geplaatst, waarvan het het typegeslacht is.
De goed bewaarde, bijna complete exemplaren van Owenetta kunnen nuttig zijn bij fylogenetische analyses van Procolophonia en de parareptielen, die onlangs veel grote herzieningen hebben ondergaan. Hoewel het postcraniale skelet alleen bekend is van onvolwassen individuen, kunnen vergelijkingen worden gemaakt met verwante taxa zoals Barasaurus, die bekend is van zowel onvolwassen als volwassen exemplaren, die dit morfologieprobleem oplossen. Owenetta is in sommige fylogenetische analyses gebruikt om de traditionele theorie dat de Procolophonia de voorouders van schildpadden waren te handhaven, hoewel het er nu op lijkt dat schildpadden, als ze al geen Archosauromorpha zijn zoals veel bewijs uit DNA toont, zijn geëvolueerd uit pareiasauriërs of zelfs de Sauropterygia.